# Ammopelmatus kelsoensis
Ammopelmatus kelsoensis är en insektsart som beskrevs av Tinkham 1965. Ammopelmatus kelsoensis ingår i släktet Ammopelmatus och familjen Stenopelmatidae. IUCN kategoriserar arten globalt som sårbar. Inga underarter finns listade i Catalogue of Life.